# إسحاق هربرت كيمبنر جونيور
إسحاق هربرت كيمبنر جونيور (بالإنجليزية: Isaac Herbert Kempner Jr.)‏ هو شخصية أعمال أمريكي، ولد في 1 أكتوبر 1906، وتوفي في 1953.